# Оккан, Гаффар
Али Гаффар Оккан (тур. Ali Gaffar Okkan, 24 февраля 1952 — 24 января 2001) — турецкий полицейский, возглавлял полицию Диярбакыра. Был убит.

## Биография
Родился на территории ила Сакарья 24 февраля 1952 года. 30 сентября 1970 года окончил полицейский колледж, затем поступил в полицейскую Академию в Анкаре, которую окончил 29 сентября 1973 года.
После завершения в должности помощника инспектора (тур. Komiser yardımcısı) был направлен в Полицейское управление Измира, там занимал ряд постов, дослужившись до звания суперинтенданта был направлен в 1983 году в Шанлыурфу. В 1985 году Оккану было присвоено звание главного суперинтенданта. В 1986 году был назначен в Главное управление безопасности и направлен на службу в Эскишехир. В 1992 году был повышен до звания помощника комиссара. 6 декабря 1993 года был повышен до комиссара, это звание является вторым в полицейской иерархии Турции, и назначен главой полиции ила Карс.
После этого был назначен главой полиции города Диярбакыр, который на тот момент являлся центром борьбы правительства Турции против группировок «Рабочая партия Курдистана» и «Хизболла».
24 января 2001 года в Диярбакыре автомобиль Оккана был обстрелян из засады, и он был убит. В 2010 году за причастность к убийству были осуждены двое, однако заказчики убийства остались неизвестными.